# Brst
Brst je rastni vršiček stebla ali poganjka, ki ga obkrožajo listne zasnove in v nekaterih primerih luskolisti. Ponekod se kot sopomenka za brst uporablja tudi beseda popek, četudi popek praviloma definiramo kot cvetni brst (še ne popolnoma razvit cvet, za katerega so značilni nerazprti cvetni listi). Ponekod z izrazom brst poimenujejo celotno telo rastlin brstnic (Cormophyta), ki sestoji iz dobro diferenciranih organov – korenin, listov in stebla. Poznamo več različnih tipov brstov, ki se jih najpogosteje ločuje glede na tvorbe, ki se iz njih razvijejo, njihovo lego na rastlini in funkcijo.

## Raznolikost brstov
Pri rastlinah prepoznavamo raznolike tipe brstov, poznanih pa je tudi več načinov razvrščanja.

### Različni tipi brstov
Najpogosteje se brste deli po tvorbah, ki se iz njih sčasoma razvijejo: tako ločimo cvetne brste (popke), listne (vegetativne) brste in mešane brste. Cvetne brste (popke) pogosto delimo na cvetne popke v ožjem smislu (iz njih zraste cvet) in popke socvetja (tudi socvetne popke), ki dajejo osnovo za razvoj socvetij. Razširjeno je klasificiranje glede na mesto namestitve posamičnega brsta; kot so denimo končni ali terminalni brsti (nameščeni na skrajnem delu glavne osi poganjka) in obstranski, stranski ali lateralni brsti (pri semenkah so nameščeni stransko na glavni osi poganjka, po navadi v zalistju, medtem ko so obstranski brsti praprotnic med posamičnimi listi ali jim ležijo nasproti). Končni brsti lahko dosežejo velike dimenzije, kar je dobro vidno pri zelnati glavi, ki je botanično gledano zgolj povečan končni ali terminalni brst.
Po funkciji prepoznavamo obnovitvene ali inovacijske brste, ki predstavljajo osnovo za nadaljnjo rast večletnih rastlin (iz brstov zrastejo novi poganjki). Brstom, ki se osnujejo jeseni in v stanju mirovanja preživijo zimo (prezimijo), rečemo zimski brsti. Takšen tip je pogosto zaščiten z dlakavimi tegmenti (dničnimi listi, ki v mirovanju predstavljajo zaščito za rastni vršiček). Nasprotje zimskih brstov so poletni.
Za nekatere rastline so značilni tako imenovani speči (latentni) brsti, ki imajo predvsem rezervno funkcijo in so več vegetacijskih sezon v stanju mirovanja (dormance), saj so nameščeni na starejših rastlinskih delih (denimo deblu in starejših vejah pri drevesih) ter poženejo le po potrebi. Speči brsti začnejo rasti ob poškodbah rastline. Nekatere brste pokrivajo luskolisti (tako imenovani pokriti brsti), drugod teh krovnih tvorb ni. Brste brez luskolistov imenujemo goli brsti.

### Preobraženi brsti
Med posebne oblike brstov spadajo tako imenovani zarodni brstiči (tudi samo brstiči) ali bulbile, ki so praviloma spremenjene oblike obstranskih (lateralnih) brstov. Razvijejo se lahko v vegetativni regiji rastline, in sicer v zalistju, ali pa se tvorijo v cvetni (reproduktivni) regiji. Zarodni brstiči so namenjeni nespolnemu (natančneje vegetativnemu) razmnoževanju, saj lahko iz njih zraste nova rastlina, če se ob zrelosti odcepijo od starševske rastline in padejo na ustrezno podlago (substrat). Zarodni brstiči so na samem začetku razvoja vselej heterotrofni (energijo namreč pridobivajo s presnavljanjem rezervnih hranilnih snovi). Pogosto pojavljanje zarodnih brstičev je značilno za brstično lilijo (Lilium bulbiferum), brstični mlaj (Cardamine bulbifera), navadno lopatico (Ficaria verna), nekaj vrst lukov (rod Allium) in številne pripadnice družine tolstičevk (Crassulaceae).
Podobna zarodnemu brstiču je tako imenovana brstična čebulica, ki se razvije v koreninskem predelu rastline. Nastane namreč v neposredni bližini osrednje čebulice rastline. Tudi vloga brstičnih čebulic se sklada s funkcijo zarodnih brstičev, saj oboji omogočajo vegetativno razmnoževanje.